# Caudry
Caudry là một xã trong vùng hành chính Nord-Pas-De-Calais, thuộc tỉnh Nord, quận Cambrai, tổng Chef-lieu von 9 tổngen. Tọa độ địa lý của xã là 50° 08' vĩ độ bắc, 03° 25' kinh độ đông. Caudry nằm trên độ cao trung bình là m 

## Thông tin nhân khẩu
| 1936  | 1946  | 1954  | 1962  | 1968  | 1975  | 1982  | 1990  | 1999  |
| ----- | ----- | ----- | ----- | ----- | ----- | ----- | ----- | ----- |
| 13031 | 12163 | 12173 | 13207 | 13328 | 13579 | 14095 | 13579 | 13469 |

## Các thành phố kết nghĩa
- Wedel, Schleswig-Holstein, Đức

## Địa điểm tham quan
- Tu viện Sainte Maxellende